# Bahatschiwka (Swenyhorodka)
Bahatschiwka (ukrainisch Багачівка; russisch Богачовка Bogatschowka) ist ein Dorf im Zentrum der Ukraine in der Oblast Tscherkassy mit etwa 700 Einwohnern (2001).
Das 1546 erstmals erwähnte Dorf liegt im Rajon Swenyhorodka an der Fernstraße N 16. Das Rajonzentrum Swenyhorodka liegt 11 km westlich, das Oblastzentrum Tscherkassy 100 km nordöstlich des Dorfs. Die Stadt Watutine liegt 11 km südwestlich von Bahatschiwka.
Am 12. Juni 2020 wurde das Dorf ein Teil der neugegründeten Stadtgemeinde Swenyhorodka, bis dahin bildete es zusammen mit den Dörfern Mychailiwka (Михайлівка) und Pawliwka (Павлівка) die gleichnamige Landratsgemeinde Bahatschiwka (Багачівська сільська рада/Bahatschiwska silska rada) im Osten des Rajons Swenyhorodka.

## Persönlichkeiten
- Anatolij Hryzenko, ukrainischer Oberst und Politiker, kam am 25. Oktober 1957 in Bahatschiwka zur Welt.